# Байтазиев, Талгат Алтыбаевич
Байтази́ев Талга́т Алтыба́евич (род. 15 июля 1966, Гурьев, Казахская ССР) — казахстанский предприниматель, нефтяник, общественный деятель.

## Биография
Родился 15 июля 1966 года в городе Гурьев (Атырау) Казахская ССР. Окончил Атырауский институт нефти и газа.
С 1998 по 2002 годы занимал должность представителя компании «Казахойл» на «Атырауском нефтеперерабатывающем заводе» (АНПЗ).
С 2002 по 2003 годы работал инспектором при президенте АНПЗ.
С 2003 по 2004 годы — заместитель генерального директора торгового дома «КазМунайГаз».
С апреля по июль 2004 года — коммерческий директор АНПЗ.
С 2004 по 2012 годы — генеральный директор Атырауского нефтеперерабатывающего завода. На должности генерального директора совершил полную реконструкцию завода:
- В 2011 году заключил кредитное соглашение на сумму 1,13 миллиарада долларов с экспортно-импортным китайским банком EXIM на строительство комплекса глубокой переработки нефти.[2]
- В августе 2011 года подписал договор на строительство КГПН между заводом и консорциумом из компаний Engineering (Китай), Marubeni Corporation (Япония) и «КазСтройСервис» стоимостью 1.68 миллиарда долларов[3].
- В августе 2012 года для завершения реконструкции завода подписал кредитное соглашение с БРК на 252 миллиона долларов[4].

С 2012 по 2014 годы — генеральный директор компании Batumi Industrial Holdings Ltd., Батуми, Грузия, на 100 % принудлежащей «КазТрансОйлу», в структуру которой входят Батумский нефтяной терминал и Батумский морской порт.
- Под управлением Байтазиева была произведена модернизация терминала и запущен транзит казахстанской нефти из Кашагана[6].

С 2015 по апрель 2016 года Байтазиев был генеральным директором Молдавского металлургического завода (ММЗ) в Приднестровье.
Был обвинён в незаконном выводе более 100 млн долларов из ПМР Галиной Антюфеевой, вице-спикером Верховного совета ПМР, подал в отставку.

## Награды
- Орден «Курмет».
- Медаль «Атамекен».
- Почетный гражданин города Батуми[8].